# San Román de los Montes
San Román de los Montes – gmina w Hiszpanii, w prowincji Toledo, w Kastylii-La Mancha, o powierzchni 44,85 km². W 2011 roku gmina liczyła 1855 mieszkańców.